# Валломброзиане

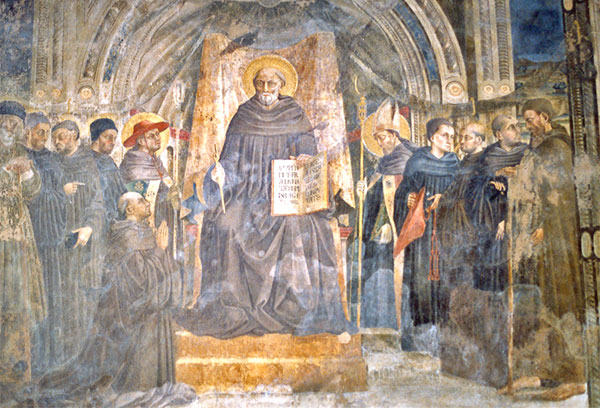
Святой Иоанн Гуальберт и святые валломброзианского ордена

Валломброзианский орден  или валломброзиане (лат.  Congregatio Vallis Umbrosae Ordinis Sancti Benedicti, CVUOSB) — монашеский орден Римско-католической церкви, ответвление бенедиктинского ордена. Своё название орден получил от материнского монастыря Валломброза, который находится в 30 километрах от Флоренции, Италии, в коммуне Реджелло.

## История
Основателем валломброзианского ордена является святой Иоанн Гуальберт, который родился примерно в 985—995 гг. Иоанн Гуальберт был монахом бенедиктинского монастыря в Сан-Минито, но оставил его, чтобы вести более аскетическую монашескую жизнь. Поселившись в Валломброзе, он основал там в 1038 году монастырь. Римский папа Виктор II в 1056 году утвердил устав нового монашеского ордена, который стал жить согласно духовности святого Бенедикта.
Первое время валломброзиане вели крайне аскетический образ жизни, что ограничило приход новых желающих поступить в орден. В начальный период существования ордена, кроме аббатства в Валломброзе, был основан ещё один монастырь Сан-Сальви во Флоренции. Когда основатель Иоанн Гуальберт смягчил устав, образовались три новых монастыря и ещё три присоединились из бенедиктинского ордена. Ранние валломброзиане принимали активное участие в борьбе против епископской симонии. Самым известным событием стало борьба монахов в 1068 году с епископом Флоренции Пьетро Меццабарбо, которого монахи обвинили в симонии. Епископ отрицал свою вину, тогда святой Иоанн Гуальберт принял решение организовать испытание огнём. Иоанн Гуальберт назначил монаха Пьетро пройти это испытание, который успешно его прошел. В результате епископ подал в отставку, а Пьетро стал первым настоятелем монастыря в Пассиньяно. Незадолго до этого спора между монахами и епископом, был сожжен монастырь Сан-Сальви, а монахи были подвергнуты жестокому обращению со стороны епископа. Все эти события увеличили популярность и репутацию валломброзианов среди местного населения и приход новых монахов в орден значительно увеличился.
После смерти основателя Иоанна Гуальберта монашеский орден стал быстро увеличиваться численностью. Римский папа Урбан II издал буллу в 1090 году, в которой брал орден под свою защиту и покровительство. В этой булле упоминаются названия пятнадцати монастырей валломброзианов, кроме материнского. Ещё двенадцать других монастырей упоминаются в булле 1115 — го года Римского папы Пасхалия II и двадцать четыре монастыря в буллах Римских пап Анастасия IV (булла 1153 года) и Адриана IV (булла 1156 года). Ко времени Римского папы Иннокентия III в Италии (из них два — на Сардинии) насчитывалось более шестидесяти монастырей валломброзианов. В 1087 году был основан монастырь в епархии Орлеана и в 1093 году — монастырь в Шезаль-Бенуа, Франция.
В 1485 году аббатство Сан-Сальви сделало попытку организовать независимую конгрегацию, но Римский папа Иннокентий VIII воспрепятствовал желанию монахов, которые были лишены автономной жизни и присоединены к аббатству в Валломброзе. В начале XVI века аббат монастыря в Меланези также попытался отделиться от валломброзианов, но не смог осуществить своё намерение из-за того, что его монастырь был сожжен войсками императора Карла V.
В XVIII—XIX веках практически все монастыри валломброзианов были закрыты.
В настоящее время монастыри валломброзианов находятся в Пассиньяно (Аббатство святого Михаила Архангела), Риме (Санта-Прасседе), Альбано-Лациале, Ливорно. Главный монастырь ордена находится во Флоренции (монастырь Святой Троицы).

## Женский орден
Вскоре после смерти основателя Иоанн Гуальберта стала организовываться женская ветвь ордена валломброзианов. Монахини жили в Валломброзе в отдельном доме и выполняли различные работы по дому. Этот женский монашеский институт просуществовал менее века. В 1524 году несколько женщин основали женский монастырь в Сан-Сальви. В настоящее время женская ветвь ордена валломброзианов располагает монастырями в Фаэнце , Сан-Джиминьяно и Флоренции.

## Святые ордена
- Иоанн Гуальберт — основатель;
- Бернардо дельи Уберти
- Петр Игнеус
- Вердиана
- Гумилития

## Источник
- F. Salvestrini, Disciplina Caritatis, Il monachesimo vallombrosano tra medioevo e prima età moderna, Roma, Viella, 2008.
- F. Salvestrini, Santa Maria di Vallombrosa. Patrimonio e vita economica di un grande monastero medievale, Firenze, Olschki,1998.